# Douglas Ricardo Packer
Douglas Ricardo Packer (* 13. März 1987 in Indaial) ist ein brasilianischer ehemaliger Fußballspieler, der oft nur Packer genannt wurde. Er spielte auf der Position des Mittelfeldspielers.

## Karriere
Packer begann seine Karriere beim Ipatinga FC. 2005 wurde der Spieler an Juventus Turin verkauft, wo er für zwei Saisons an die AC Siena ausgeliehen wurde. Im Sommer 2007 kaufte dieser Verein die Hälfte der Transferrechte und lieh Packer wiederum an den Drittligisten Pescara Calcio aus.
Im Juli 2009 wurde er für eine Saison zu Ravenna Calcio ausgeliehen. Er kehrte nicht mehr zu Siena zurück, sondern wurde an verschiedene Klubs in Italien und Brasilien ausgeliehen. In Folge tingelte er weiter durch unterklassige Klubs u. a. in Zypern und Indonesien, wo er selten längere Engagements hatte.

## Erfolge
Ermis Aradippou
- Zyprischer Fußball-Supercup: 2014

Remo do Remo
- Staatsmeisterschaft von Pará: 2019